# Biber
Biber er en ca. 36,8 km lang biflod fra til Donau i Landkreis Neu-Ulm og Landkreis Günzburg i Bayern, Tyskland. 
Langs Biber var der tidligere ni vandmøller, hvoraf de fire stadig fungerer som turbinekraftværker. Den gennemsnitlige vandmængde i den lille flod er 630 liter vand i sekundet.

## Forløb
Biber har sit udspring ved bebyggelsen Matzenhofen i kommunen Unterroth i Oberrother Wald, og den løber direkte mod nord. Biber er opstemmet mange steder, og løber gennem engene til Kloster Roggenburg . Syd for Bühl danner den en række slyngninger frem til Donau-Auwald. Derfra blever den ledt i en kanal mod øst til Leipheimer vandkraftværket og kort derefter ud i Donau.
Det sidste stykke er et naturreservat som kaldes Biberhacken

## Bifloder
- Reichenbach
- Osterbach

## Byer langs floden
| - Matzenhofen (Unterroth) - Nordholz (Buch) - Roggenburg | - Biberachzell, Oberhausen (Weißenhorn) - Niederhausen, Raunertshofen (Pfaffenhofen an der Roth) - Bibertal |

48°11′00″N 10°13′00″Ø / 48.1833°N 10.2167°Ø